# Museum Fritz Mayer van den Bergh
Het Museum Fritz Mayer van den Bergh is een verzameling oude meesters en sculpturen bijeengebracht door de gefortuneerde verzamelaar Fritz Mayer van den Bergh (1858-1901) en zijn moeder Henriette Mayer van den Bergh. De collectie is te zien in het naar hem genoemde museum aan de Antwerpse Lange Gasthuisstraat.

## Inleiding
Deze verzameling is beroemd om haar Vlaamse oude meesters uit de Antwerpse School. In de collectie zijn verschillende belangrijke stijlen en thema's vertegenwoordigd. Van den Berghs interesse ging vooral uit naar de oude kunst der Nederlanden van de 14e tot de 17e eeuw met werk van de Vlaamse Primitieven, retabels en monumentaal beeldhouwwerk. Van den Bergh was een verwoed verzamelaar en was uitstekend geschoold in de kunstgeschiedenis, hij was een expert met een zeer kritisch oog. De ontdekking van Bruegels Dulle Griet behoort Van den Bergh toe. Zijn verzameling groeide zeer snel en Van den Bergh gaf er veel geld aan uit, waardoor hij verschillende unieke stukken wist te bemachtigen. In zijn korte leven bracht hij een grote en kwalitatief indrukwekkende collectie bij elkaar, dankzij het kapitaal van zijn vader Emil Mayer, een van de rijkste zakenlieden van Antwerpen. In 1887 werd Fritz Mayer van den Bergh in de adelstand verheven met de titel van ridder, hetgeen hem meer status gaf. Hij was een van de belangrijkste spelers van zijn tijd op de internationale kunstmarkt.

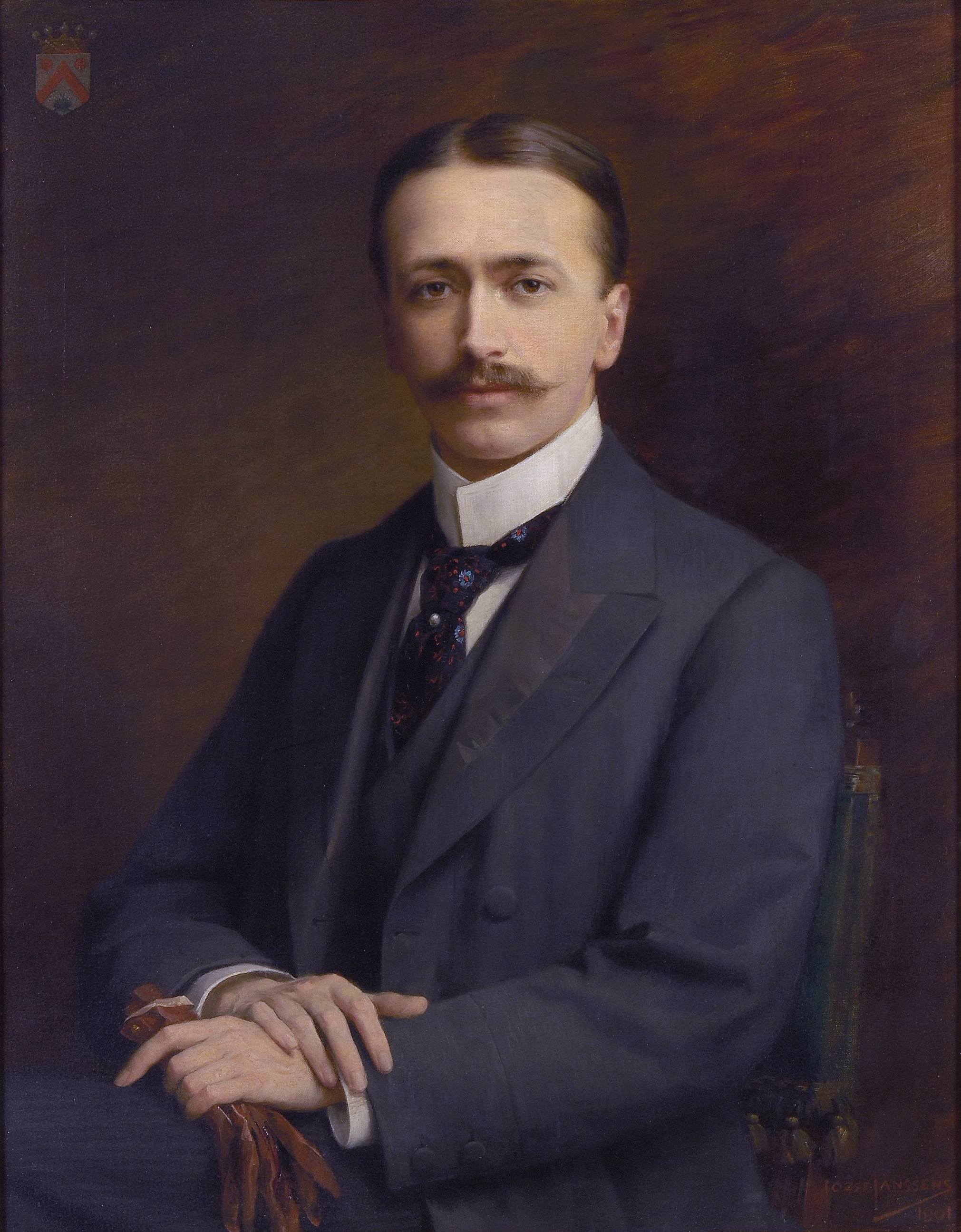
Fritz Mayer van den Bergh, 1901 (Jozef Janssens de Varebeke)

Toen de kunstverzamelaar in 1901 op slechts 43-jarige leeftijd overleed, besloot zijn moeder Henriëtte de verzameling van haar zoon open te stellen voor een breed publiek. Zijn verzameling is te zien in een bijpassend huis, dat geheel in 16de-eeuwse stijl is opgetrokken. De laatgotische en de renaissanceversieringen van de gevels herinneren niet alleen aan de Antwerpse Gouden Eeuw, maar weerspiegelen ook de kunstsmaak en de voorkeur van de verzamelaar zelf. De kunstverzameling is nog steeds in de vorm zoals Mayer van den Bergh ze destijds samenbracht.

## Het museum
Vermeldenswaardig is de geschiedenis van het museum zelf. Weduwe Mayer vervulde de droom van haar oudste zoon en besloot zelf een museum in te richten, privaat beheerd en op verzoek te bezichtigen. Fritz had echter aan alles gedacht en verzamelde ook de schouwgarnituren en ornamenten die het de sfeer geven van een oud herenhuis. Het museum werd ingericht met de meest moderne technieken en had al snel faam in Antwerpen en ver daarbuiten. Dankzij Henriëtte Mayer, die zich liet omringen door specialisten, werd de verzameling van haar zoon op een ongewone, vooruitstrevende manier tentoongesteld. Tot op hoge leeftijd was ze betrokken bij het beheer van het museum. Dankzij de toekomstvisie van moeder en zoon is niet alleen de collectie beschermd maar ook het museum als gebouw. In 2022 raakte bekend dat het museum wordt uitgebreid met het aanpalende hoekhuis (het  vroegere Districtshuis, de ouderlijke woning van Mayer van den Bergh) .

## Collectie

### Werken erkend als Vlaams Topstuk
Een 20-tal werken uit de verzameling zijn per decreet vanwege hun uitzonderlijke waarde beschermd, en opgenomen als Vlaams Topstuk. Calvarie met stichterspaar en Dulle Griet kunnen beschouwd worden als de topwerken van de verzameling. in de verzameling bevindt zich ook de zogenaamde Christus-Johannesgroep, een wereldberoemd stuk van Heinrich von Konstanz, die rond 1300 werkzaam was. 
- Jacob Cornelisz. van Oostsanen: Christus als Man van Smarten
- Heinrich von Konstanz: Christus-Johannesgroep
- Breviarium Mayer van den Bergh
- Pieter Bruegel de Oude:
  - Dulle griet
  - Twaalf spreuken op borden
- Pieter Aertsen: Boerengezelschap bij de haard,
- Torenretabel met taferelen uit het leven van Christus
- Maria met Kind, Heiligen Catharina, Barbara, Maria Magdalena en Agnes, Retabel
- Diptiek met de geboorte van Christus en de H. Christophorus
- Hans Bol:
  - Landschap met de val van Icarus
  - Landschap met Venus en Adonis
- Juan de Flandes: de Wraak van Herodias
- Venus schenkt wapens aan Aeneas
- Antoine de Lonhy: de Geboorte van Christus
- Cornelis de Vos: De familie van Joris Vekemans
- Marteldood van de Heilige Catharina, H. Catharina begraven door engelen (retabelluiken)
- Calvarie met stichterspaar
- Kruisafneming
- Het atelier van Apelles

### Schilderkunst

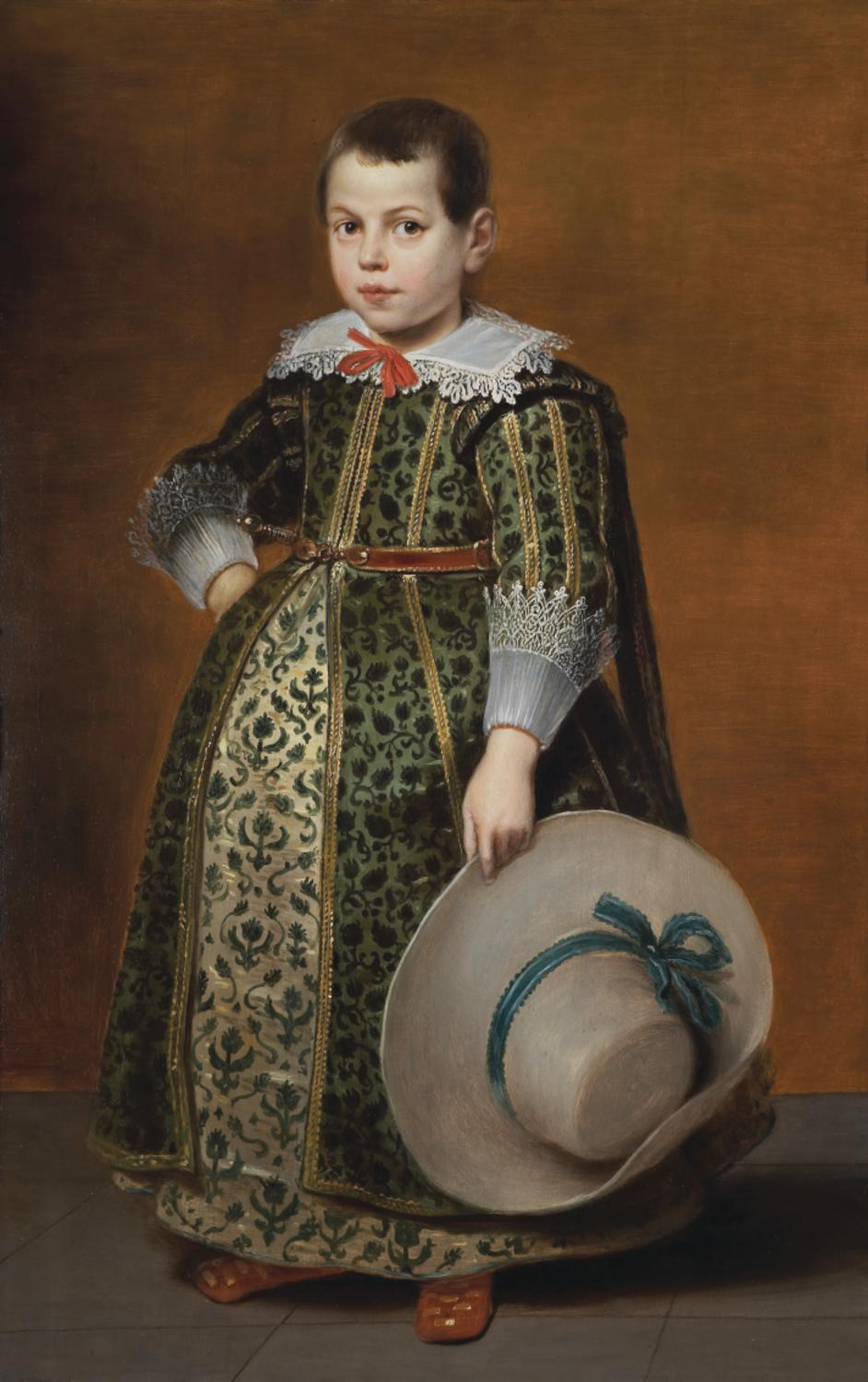
Cornelis de Vos, Portret van Jan Vekemans. - Collectie Koning Boudewijnstichting (Erfgoedfonds). - Museum Mayer van den Bergh.

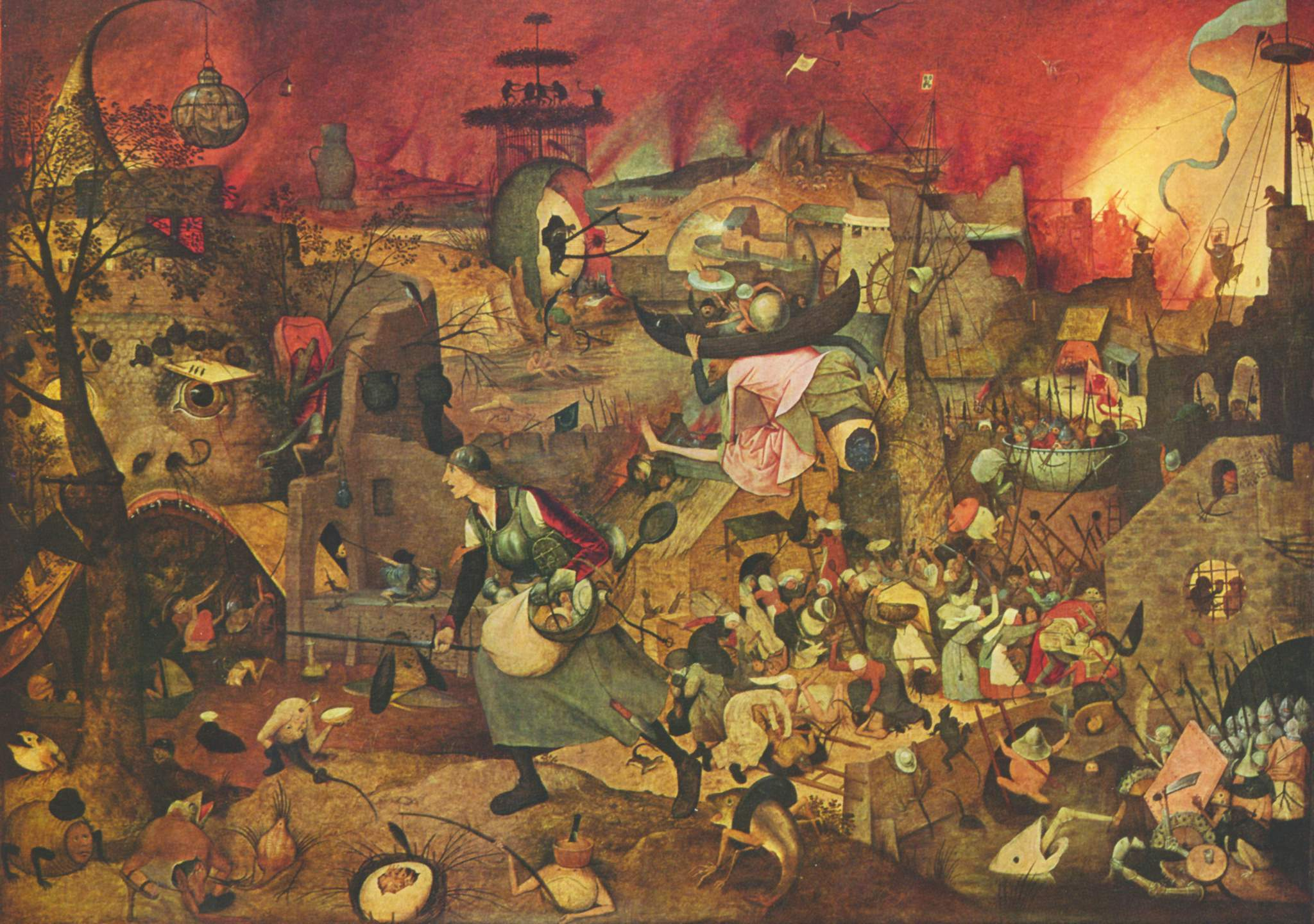
Dulle Griet van Pieter Bruegel de Oude

De collectie schilderkunst bevat onder andere het oudste schilderij dat in een Belgische verzameling wordt bewaard. Maria met kind en vier taferelen uit haar leven is te dateren rond 1275 en werd geschilderd door de Italianen Simeone en Machilone van Spoleto. Het Zuid-Nederlandse Torenretabel met kindheidscyclus dateert uit de veertiende eeuw. Het toont net zoals Geboorte van Christus, verrijzenis en de heilige Christoffel de schilderkunst van voor Jan van Eyck. 
- Kruisdraging, navolger van Jheronimus Bosch
- Maria lactans, navolger van Rogier van der Weyden
- Maria lactans, navolger of atelier van Hans Memling
- Portret van een dame met anjer, Meester van de Ursulalegende (Pieter Casenbroot)
- Bewening van Christus, Vranke van der Stockt
- Feestmaal van Herodes, Juan de Flandes
- Man van Smarten, Jacob Cornelisz. van Oostsanen
- Maria Magdalena, Jan Gossaert
- Calvarie met stichterspaar, Quinten Matsijs
- De aanbidding door de koningen, Meester van Hoogstraten of omgeving van Gerard David
- Maria op haar sterfbed, Meester van Amiens
- Portret van Francesco I de'Medici, Alessandro Allori
- Rotslandschap met de heilige Hiëronymus, navolger van Joachim Patinir
- Landschap met Christus en de Emmaüsgangers, Herri met de Bles
- Boerengezelschap bij de haard, Pieter Aertsen
- De groenteverkoopster, Joachim Beuckelaer
- De verzoeking van Sint-Antonius, Pieter Huys
- Winterlandschap met vogelknip en met de vlucht naar Egypte, Pieter Brueghel de Jonge
- Volkstelling te Bethlehem, Pieter Brueghel de Jonge
- Havenbedrijf en markt te Antwerpen, omgeving van Jan Brueghel de Oude
- Winterlandschap met ijsvermaak, Christoffel van den Berghe
- Portretten van Joris Vekemans en Maria van Ghinderdeuren, Cornelis de Vos
- Portretten van Frans en Elisabeth Vekemans, Cornelis de Vos
- Portret van Jan Vekemans, Cornelis de Vos (permanente bruikleen Erfgoedfonds)
- De aanbidding van de herders, Jacob Jordaens
- Stilleven, Cornelis Mahu
- Portret van Willem van der Does met vrouw en kinderen, Johannes Mijtens

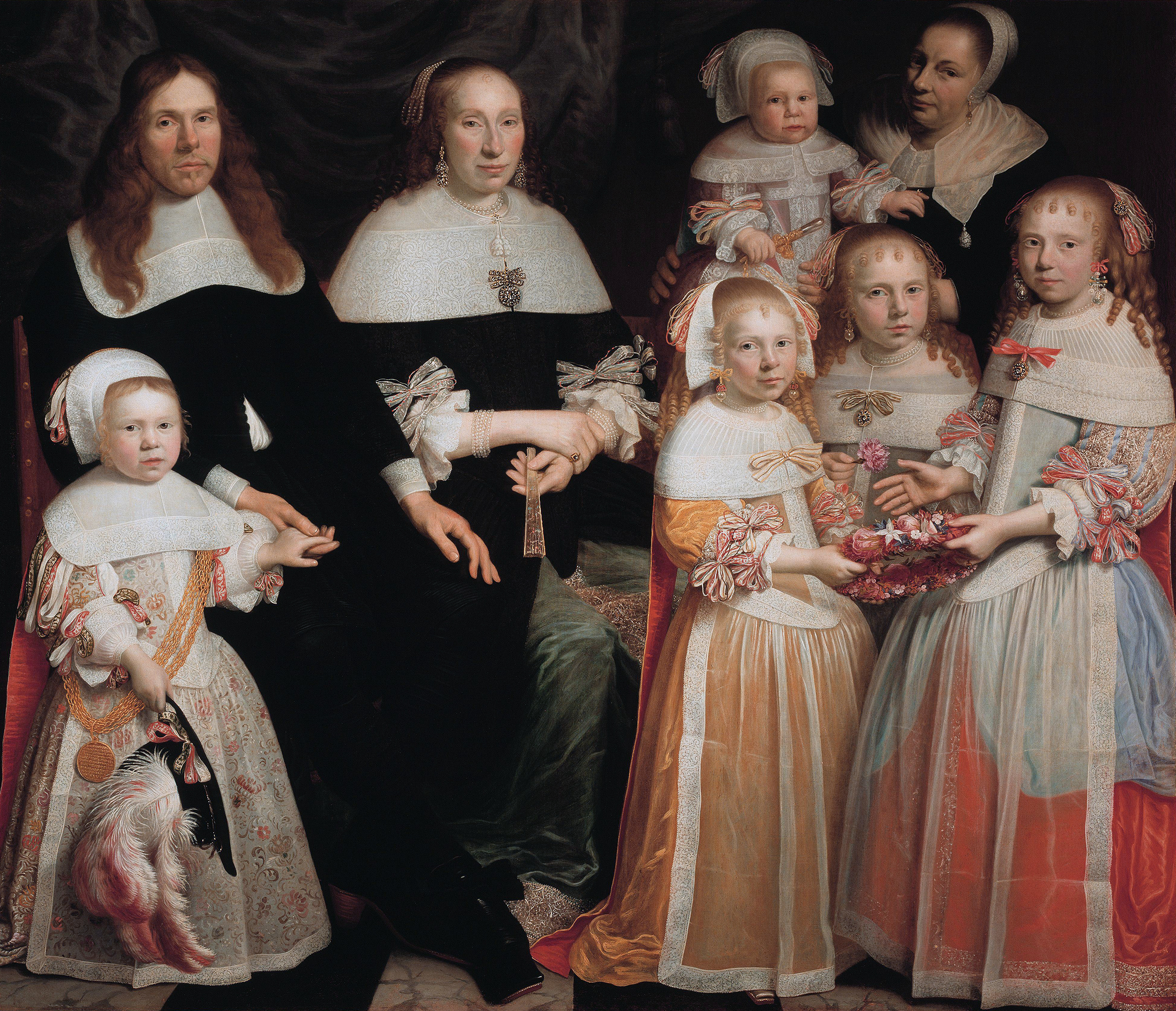
Meyndert Sonck met echtgenote, kinderen en min (Jan Albertz. Rotius, 1662)

- Portret van Meyndert Sonck met echtgenote, kinderen en min, Jan Albertz. Rotius
- Druiventros in een nis, Abraham Mignon
- Venus schenkt wapens aan Aeneas, Gerard de Lairesse
- De verzoeking van de heilige Antonius Abt, David Teniers de Jonge

### Breviarium
Een zeer belangrijk werk met waardevolle miniaturen (toegeschreven aan de Gents-Brugse school) is het manuscript dat zijn naam draagt, namelijk het Breviarium Mayer van den Bergh, een getijdenboek van omstreeks 1500, dat vermoedelijk bedoeld was voor een persoon uit de Portugese elite.

### Beeldhouwkunst

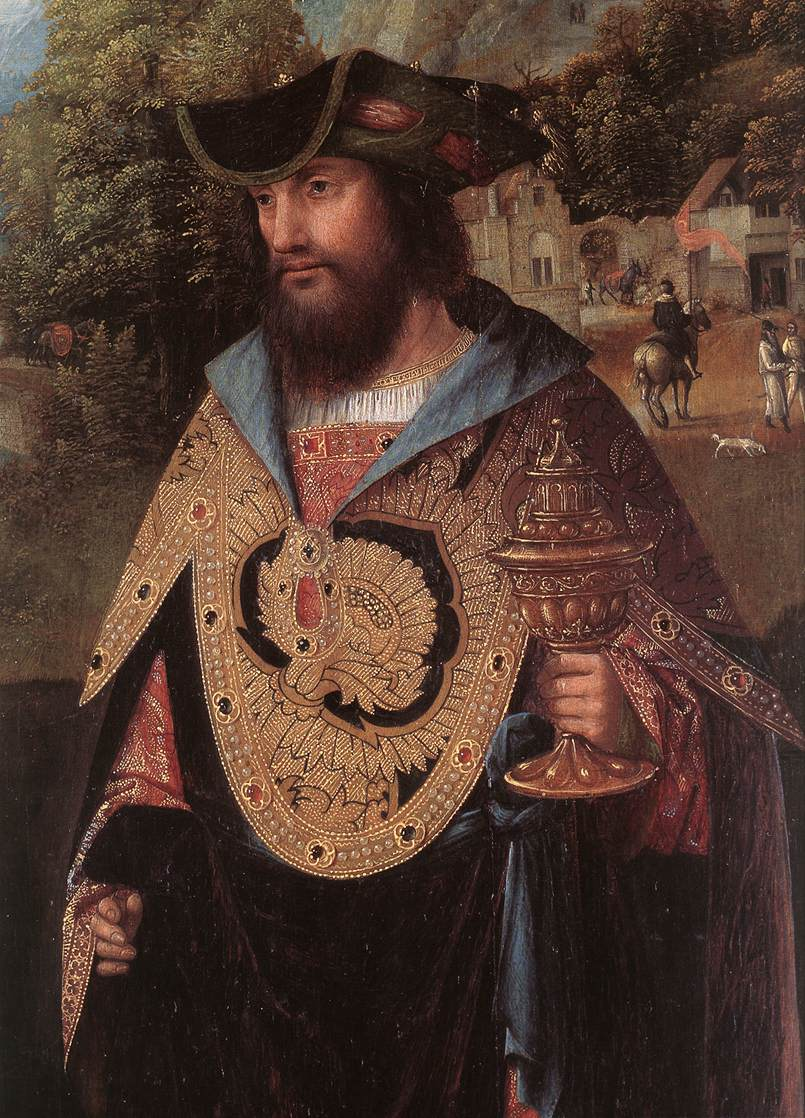
Detail van een schilderij van de Meester van Hoogstraten, ca. 1500

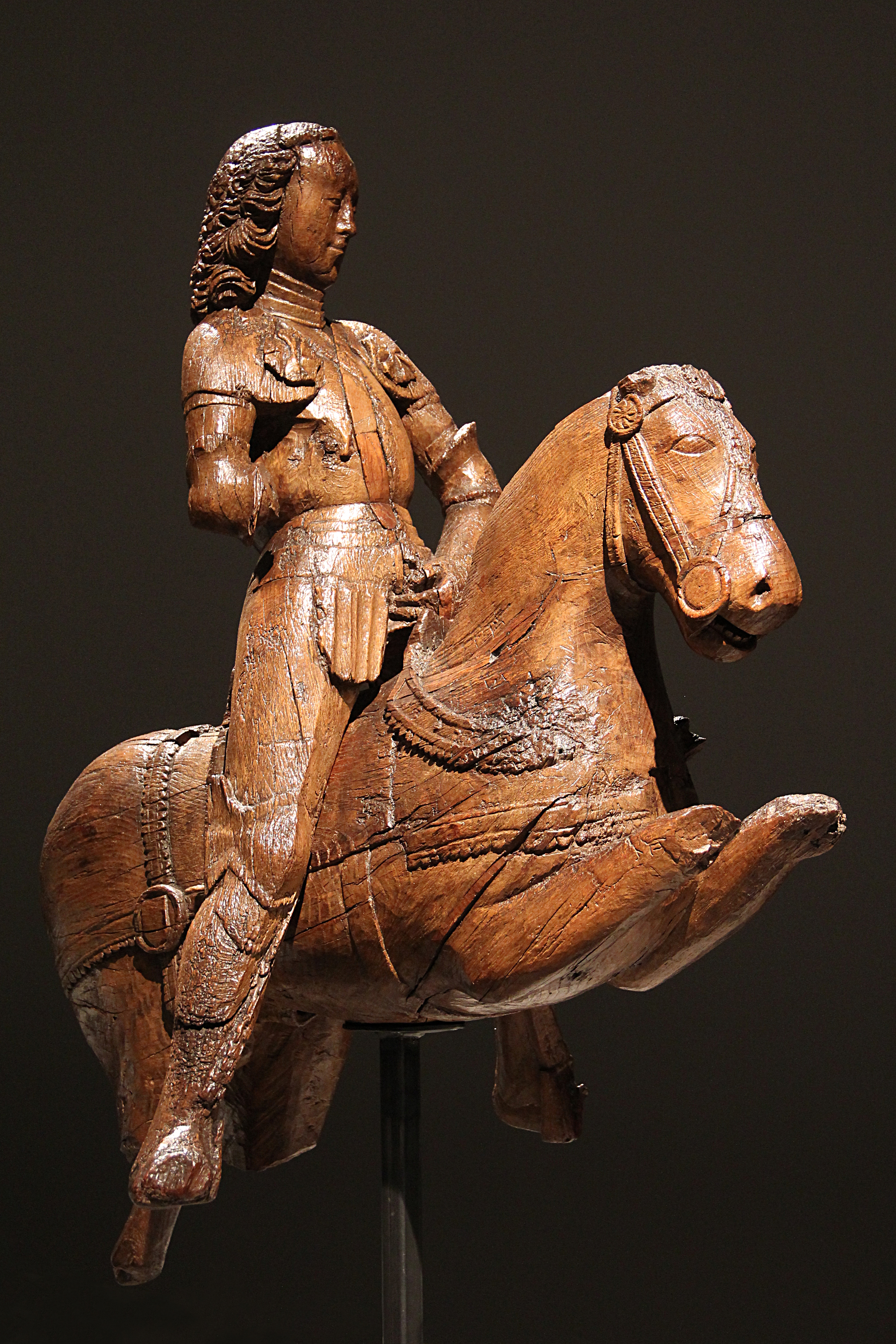
Eiken beeld dat Sint Joris te paard voorstelt (1480-1499).

Daarnaast een paar fraaie retabels (onder anderen van Jan Borreman) en engelengroepen uit de late gotiek. Tevens een kerstkribbe van verguld eikenhout uit de tweede helft van de vijftiende eeuw. Dit stukje volkskunst is een troontje voor het goddelijke Kind, dat oorspronkelijk in deze miniatuurkribbe lag. Ook interessante ivoren sculpturen en zilverwerk zijn vermeldenswaardig.

### Toegepaste kunsten
Naast gebrandschilderd glas en oude meubelen is er ook een fraai stuk Opus Anglicanum uit circa 1340-1360. Dit oud goudborduurwerk is zeer zeldzaam en representatief voor de Nederlanden in de late middeleeuwen, gelijkaardig werk bevindt zich in de Sint-Salvatorskathedraal in Brugge.
Niet te vergeten is de collectie numismatica die ridder van den Bergh verzamelde.